# باشگاه فوتبال سنترو اسپورتیوو آلاگوانو
 سنترو اسپورتیوو آلاگوانو (به پرتغالی: Centro Sportivo Alagoano) یکی از باشگاه‌های شهر ماسیو واقع در ایالت آلاگواس برزیل است.این تیم در ۷ سپتامبر ۱۹۱۳ تأسیس شد.این تیم بزرگترین باشگاه در ایالت آلاگواس است ودارای بیشترین هوادار است.خانه این تیم ورزشگاه گستاوا پیوا نام دارد که گنجایش ۴٫۰۰۰ نفر را دارا است. در سال ۱۹۷۶ توسط فرناندو کالر د ملو (که بعدها به عنوان رئیس جمهور برزیل انتخاب شد) اداره می‌شد.
خواننده برزیلی جی ون قبل از اینکه خواننده شود به عنوان هافبک برای این تیم بازی می کرد.

## دستاوردها
- لیگ دسته دوم فوتبال برزیل

نایب قهرمان(۳ مرتبه):سالهای ۱۹۸۰،۱۹۸۲،۱۹۸۳
- جام کونمبول

نایب قهرمان(۱ مرتبه):سال ۱۹۹۹
- لیگ ایالتی آلاگواس

قهرمان(۳۷ مرتبه):سالهای ۱۹۲۸، ۱۹۲۹، ۱۹۳۳، ۱۹۳۵، ۱۹۳۶، ۱۹۴۱، ۱۹۴۲، ۱۹۴۴، ۱۹۴۹، ۱۹۵۲، ۱۹۵۵، ۱۹۵۶، ۱۹۵۷، ۱۹۵۸، ۱۹۶۰، ۱۹۶۳، ۱۹۶۵، ۱۹۶۵، ۱۹۶۶، ۱۹۶۷، ۱۹۷۱، ۱۹۷۴، ۱۹۷۵، ۱۹۸۰، ۱۹۸۱، ۱۹۸۲، ۱۹۸۴، ۱۹۸۵، ۱۹۸۸، ۱۹۹۰، ۱۹۹۱، ۱۹۹۴، ۱۹۹۶، ۱۹۹۷، ۱۹۹۸، ۱۹۹۹، ۲۰۰۸

## نمادهای باشگاه
شعار باشگاه  União e Força است که بر روی نشان این باشگاه نیز درج شده‌است و به معنای یگانگی و قدرت است.این باشگاه همچنین با نام مستعار Azulão که نام یک پرنده است نیز شناخته میشود.